# Segrest d'estudiants de Zamfara
El segrest de Zamfara es va produir el 26 de febrer de 2021 quan 317 xiques de 12 a 17 anys van ser segrestades per bandits armats que van assaltar el Government Girls Science Secondary School, un internat de Jangebe, Zamfara, Nigèria. Les estudiants van ser alliberades el 2 de març de 2021.
Es tracta del segon segrest escolar a Nigèria durant el 2021, que es produeix nou dies després del segrest de Kagara, en el qual més de 40 persones van ser segrestades en una incursió contra una escola pública de l'estat de Níger.

## Antecedents
Mantenir ostatges estudiants per demanar un rescat ha esdevingut força habitual a Nigèria. Els grups criminals armats, descrits pel govern com a "bandits", solen dirigir-se als ciutadans locals i a la població de baixos ingressos, en lloc de ciutadans estrangers o rics. Com que la majoria de la gent paga de bon grat per salvar els seus fills, proporciona una font constant d’ingressos a aquests grups. La implicació dels nens també guanya la publicitat d’aquests grups a través de la notorietat i la contenció de les dures accions del govern. Entre els casos més destacats hi ha el segrest de Chibok per part del grup jihadista Boko Haram el 2014. Entre el 2011 i el 2020, els nigerians han gastat al voltant de 18 milions de dòlars (USD) en rescats, amb la majoria invertits a la darrera meitat de la dècada.
Nou dies abans d'aquest incident, almenys 42 persones, inclosos 27 estudiants, tres professors i nou membres de la família, van ser segrestades i un estudiant mort en una incursió en una escola pública en un segrest a Kagara, a la regió del Cinturó Mitjà de Nigèria. Els ostatges del segrest de Kagara ja han estat alliberats

## El segrest
La incursió es va produir el 26 de febrer de 2021 i va començar quan més de 100 atacants armats amb armes van arribar a l'escola secundària Government Girls Science Secondary School de Jangebe, a l'estat de Zamfara, a la 01:00 hora local. Segons els residents locals, els homes armats van romandre durant hores a l'escola abans de sortir amb les estudiants. Segons els informes, els homes armats van atacar un campament militar i un lloc de control propers per evitar la intervenció militar durant la incursió. S'ha informat que alguns dels segrestadors portaven els uniformes de les forces de seguretat. Es discuteix el mètode de transport, alguns testimonis diuen que els bandits van arribar en vehicles pick-up i motocicletes, mentre que altres afirmen que van arribar a peu. Els homes armats van disparar a l'aire. Es va informar que un oficial de policia va morir. Un professor va dir a la BBC que de 421 estudiants de l'escola en aquell moment, només 55 havien estat comptabilitzades. Amnistia Internacional va dir que l'incident equivalia a un crim de guerra.

## Conseqüències
La policia estatal va anunciar que faria una operació de recerca i rescat i que s'havien desplegat oficials i un contingent militar a Jangebe per buscar les xiques. L'estat de Zamfara va tancar tots els internats, i el Sindicat de Professors de Nigèria i l'Associació Nacional d'Estudiants de Nigèria (NANS) van declarar que estaven preparats per tancar les escoles. Els veïns de Jangebe van bloquejar carreteres després del segrest i van atacar els vehicles entrants amb pals i pedres. Els periodistes del Daily Trust es van veure obligats a abandonar la zona després que els vilatans van apedregar els seus vehicles, un va patir una lesió al cap.
Muhammadu Buhari, el president de Nigèria, va qualificar el segrest d'"inhumà i totalment inacceptable" i que la seva administració "no sucumbirà al xantatge de bandits que es dirigeixen a estudiants innocents de l'escola en les expectatives d'un enorme pagament de rescat". Bello Matawalle, el governador de l'estat de Zamfara, va dir: "Vull assegurar a tothom que estem totalment compromesos a garantir un ràpid rescat de les nostres estimades estudiants". L'esdeveniment va ser condemnat per UNICEF i Save the Children.

## Alliberament de les estudiants
El 2 de març de 2021, el governador de l'estat Bello Matawalle va anunciar a Twitter que les noies havien estat alliberades i que ara es trobaven a les dependències governamentals de la capital de l’Estat, Gusau, a l'espera de retrobar-se amb les seves famílies. El portaveu de l’Estat va aclarir que totes les noies havien estat retornades amb seguretat i tenien en compte. Segons els informes, les autoritats havien estat en contacte amb els segrestadors, però Matawalle va declarar que no s'havia pagat cap rescat per la seva llibertat. El comissari de la policia estatal de Zamfara, Abutu Yaro, va declarar que un procés de pau dirigit pel govern havia donat lloc a l'alliberament de les noies. Moltes fonts també afirmen que s'havia contactat amb "bandolers penedits" per contactar amb els seus antics companys per facilitar l'alliberament. La majoria de les noies van resultar il·leses en gran manera en el moment de la seva llibertat, però aproximadament 12 van requerir tractament hospitalari. Moltes van patir ferides als peus a causa de caminar descalces i totes van ser sotmeses a controls mèdics.
Muhammadu Buhari va declarar que estava "satisfet que el seu calvari hagi arribat a un final feliç sense cap incident", i que la notícia de la seva llibertat li portés una "alegria aclaparadora". També va piular que els militars i la policia seguiran perseguint els segrestadors. L'ONU va demanar una rehabilitació urgent dels estudiants.